# Claude Sicard
Padre Claude Sicard (Aubagne, 1677 – 1726) è stato un missionario ed egittologo francese, gesuita.

## Biografia

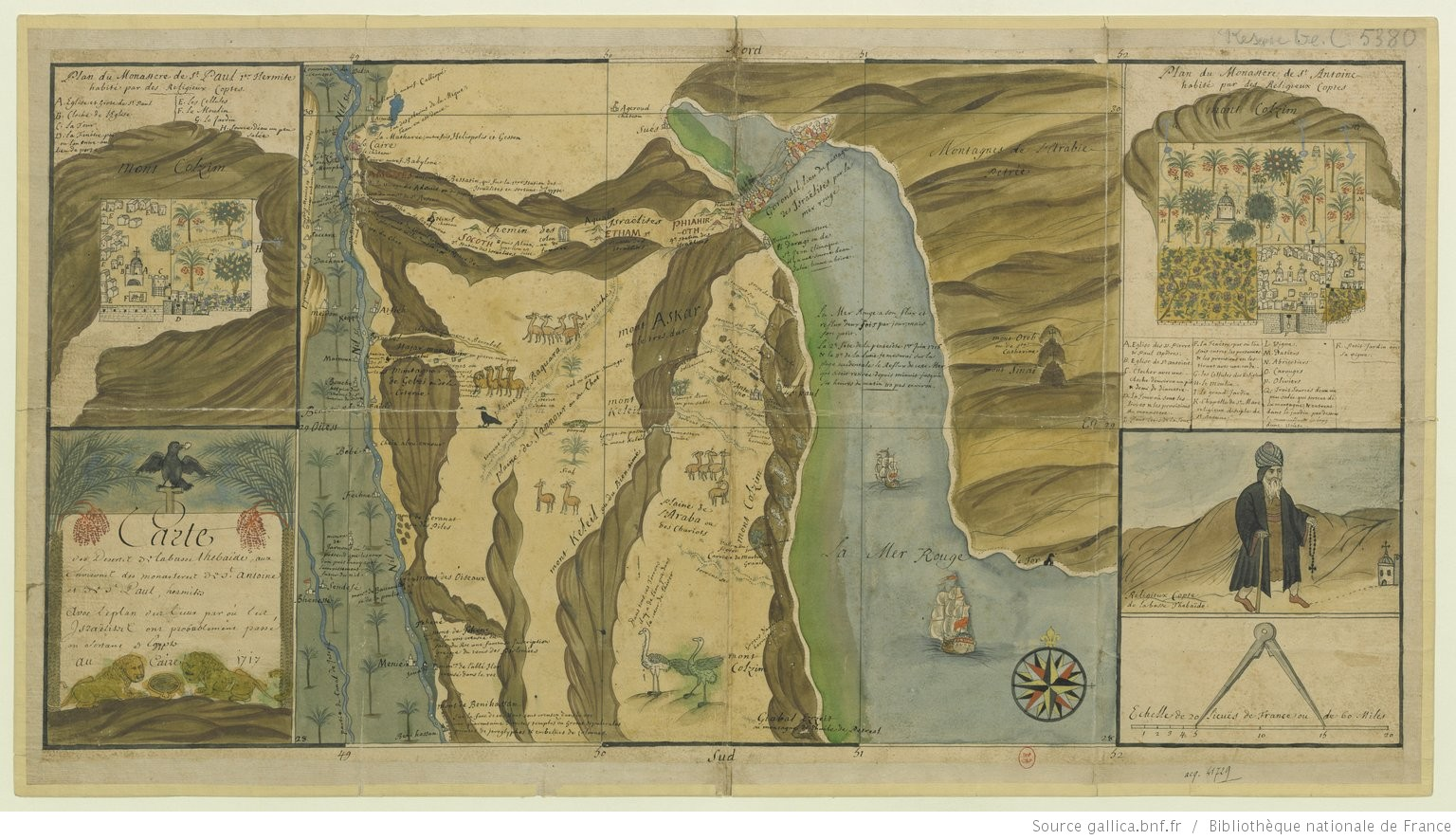
Mappa dell'Egitto redatta da Sicard (1717)

Sicard studiò dapprima a Marsiglia, poi iniziò la frequenza del noviziato gesuita a Avignone nel 1692.
Successivamente, insegnò presso il collège de Lyon.
Partì in missione nel 1706, visitando la Siria, dove apprese l'arabo.
Nel 1711, fu nominato superiore della residenza gesuita di Aleppo e, nel 1712, superiore della missione gesuita del Cairo.
Fu uno dei primi visitatori moderni dell'Egitto, paese che visitò cercando di identificare i luoghi antichi e biblici. Fu il primo a visitare Abido, Edfu e File.
A seguito di questo viaggio, nel 1717 pubblicò la prima mappa nota del paese.
Morì di peste nel corso dei suoi viaggi nel 1726. La sua morte impedì la pubblicazione della grande opera cui stava lavorando.
Le sue relazioni di viaggio si trovano invece in Lettres édifiantes et curieuses de la Société de Jésus.